# Санкин, Тимур Владимирович
Са́нкин Тиму́р Влади́мирович (род. 7 декабря 1984, Ижевск) —  игрок в го 6 дана EGF, чемпион России по го 2013  и 2018 годов. Гроссмейстер России, Двукратный чемпион Европы в командном зачете (2005, 2014).
Тренер детского го-клуба "Лидер". Президент Московской Федерации Го.

## Биография
В 2000 году Тимур окончил школу с углублённым изучением математики и физики, а в 2005 году стал выпускником ИжГТУ (Кафедра радиотехники) по специальности «инженер связи».
В 2005—2007 годы нёс службу в Космических войсках ВС РФ, в звании лейтенанта. После службы работал в Санкт-Петербургском филиале фирмы LG Electronics.
В 2009 году стал одним из основателей Всеволожского го-клуба.
В 2010 году уехал в город Чэнду (Китай), где полтора года изучал го у профессионала 5 дана Ли Лиана. Изучал китайский язык в Сычуаньском Государственном Университете. Вернувшись в Россию (в Москву), стал заниматься организацией го-клубов, преподаванием го и организацией турниров.
Любит активный отдых (байдарка, велосипед), путешествия, читать. Занимается йогой.

## Достижения в го
Играть в го Тимур начал в 6 лет; к 12 годам достиг уровня первого дана, а к 22 — пятого дана, в 28 лет стал 6 даном.
Призёр Первенств России в возрастных категориях до 12, 16, 18 и 25 лет (1996, 1999, 1999 и 2005 года соответственно), победитель Первенства России среди молодежи до 25 лет (2009), чемпионом Ижевска (2001—2004, 2006), чемпион Санкт-Петербурга (2008), чемпион Москвы (2013),
бронзовый призёр чемпионата России (2006), бронзовый призёр парного чемпионата России (в паре с Мазловой Софьей Евгеньевной, 2007, 2012, 2015 года), чемпион Европы в командном зачёте (2005, 2014).
24 ноября 2013 года стал 13-м чемпионом России по го, финишировав со счётом 8—1 и победив в финале двух многократных чемпионов России и Европы — Александра Динерштейна и Илью Шикшина (такая двойная победа произошла в истории российского го впервые). По итогам этого чемпионата Тимур занял 4-ю позицию в рейтинг-листе РФГ с рейтингом 2714.
24 ноября 2018 года стал двукратным чемпионом России по го, победив в 8 из 9 партиях финального турнира.
Учётная запись на КГС — SanKingTim.

## Общественная деятельность
В сентябре 2001 года Тимур организует Ижевскую Федерацию Го.
В 2002 году, создает секцию го в своем университете - ИжГТУ.
В это же время начинает вести занятия в Лицее №41 Ижевска.
Член руководящего комитета Ижевской Федерации го (2001-2005гг.)
После службы в армии и переезда в Санкт-Петербург в 2009 году Санкин Тимур с друзьями-единомышленниками учреждает Федерацию Го Ленинградской области.
Член руководящего комитета Федерации го Ленинградской области (2009-2011 гг.)
Организовал множество турниров, в том числе первенства России до 12 лет и до 16 лет (2005, 2013, 2014 года), открытый Кубок России 2009 года, женский чемпионат России 2010 года, всероссийские юношеские сборы (2014, 2015 года).
Член президиума Российской Федерации Го (2002-2005гг.). Председатель КРК Российской Федерации Го (2007-2012гг.)
С 2012 года представляет Москву. Член исполкома Московской Федерации Го (2013-2016 гг.)  6 марта 2016 года избран Президентом Московской Федерации Го.

## Тренерская деятельность
Начал преподавать го с 16 лет. Через четыре года воспитанник Санкина Тимура, Матушкин Александр, завоевал золотую медаль Первенства России до 12 лет.
С 2010 года преподает Го детям в московском Го-клубе Лидер.
На февраль 2016 года шесть учеников восемь раз становились победителями Первенств России, четырежды становились призёрами Первенств Европы, четырежды представляли страну на Первенствах мира.
В 2013-2015 годах установлен своеобразный рекорд: на протяжении трех лет воспитанники Санкина Тимура занимали весь пьедестал на Первенстве России до 12 лет
Воспитанники, участвовавшие в Первенствах мира до 12 лет: Матушкин Александр (2006г.), Кулишов Валерий (2012г.), Шахов Ким (2013г.), Добрицын Михаил (2014г.)